# Sialang (Bangun Purba)
Sialang is een bestuurslaag in het regentschap Deli Serdang van de provincie Noord-Sumatra, Indonesië. Sialang telt 2915 inwoners (volkstelling 2010).